# بافل كريتشالوفتش
بافل كريتشالوفتش (بالبولندية: Paweł Kryszałowicz)‏ (مواليد 23 يونيو 1974) هو لاعب كرة قدم. يلعب مع منتخب بولندا لكرة القدم. سبق له أن لعب في كأس العالم لكرة القدم مع منتخب بلاده.

## روابط خارجية
- بافل كريتشالوفتش على موقع الاتحاد الدولي (مؤرشف)  (الإنجليزية)
- بافل كريتشالوفتش على موقع قاعدة بيانات كرة القدم.إي يو (الإنجليزية)
- بافل كريتشالوفتش على موقع بيانات كرة القدم. دي إي (الألمانية)
- بافل كريتشالوفتش على موقع ليكيب (الفرنسية)
- بافل كريتشالوفتش على موقع ناشيونال فوتبول تيمز (الإنجليزية)
- بافل كريتشالوفتش على موقع Soccerway.com (الإنجليزية)